# Heidrun Holtmann
Heidrun Holtmann (Münster, 1961. október 18. –) német zongoraművésznő.

## Élete
Első zongoratanárnője Eleonore Jäger volt, aki 1966-tól, négytől nyolcéves koráig a szülővárosában tanította.
1970-ben a detmoldi Hochschule für Musik gyermekhallgatója lett. Summa-cum-laude eredménnyel letett vizsgájáig Renate Kretschmar-Fischer professzorasszony tanítványa volt. Az egyetemi oktatás mellett 1978-ban Genfben Nyikita Magalovnál, majd 1982-ben Luzernben Vladimir Ashkenazy. Alfred Brendel, Krystian Zimerman és Kurtág György irányítása alatt tanult a német országos ösztöndíj birtokosaként mint Észak-Rajna-Vesztfália tartomány különdíjas fiatal művésze.
1979-ben az Anda Géza nevét viselő nemzetközi zenei versenyen, Zürichben második, majd 1982-ben Luzernben első díjat nyert. Az elkövetkező években számos országban fellépett.

## Repertoárja és fogadtatása
Miután megnyerte az első díjat az Anda Géza-versenyen, hamarosan elismert zongoristává vált, aki lenyűgözte a közönséget művészi komolyságával, s a darabok értelmezésével. Annak ellenére, hogy számos előadását rögzítették, a kevés kiadott lemeze miatt a zenekritikusok ritkán említették.
Miközben a Bach: Goldberg-variációkkal megesett debütálása kissé visszafogott volt, később Franz Schubert B-dúr Szonátája belső dinamikájának értelmezése, Schumann Karneválja és híres Kreisler-felvételek, valamint a Chopin és Szkrjabin prelúdiumai már megmutatták Holtmann saját hangját és kiegyensúlyozottságát. A felvételek finom kompozíciós rajza a művek egyéni elemzését tárja fel, amely mindig valódi zene és nem felületes retorika.
Többek között szerepelt a pakisztáni és az indiai Goethe Intézetben Johann Sebastian Bach Das wohltemperierte Klavierja második részével.
Olyan karmesterekkel szerepelt, mint Doráti Antal, Fischer Iván és David Zinman és olyan zenekarokkal játszott, mint a londoni Royal Philharmonic Orchestra, a Detroiti Szimfonikus Zenekar, a zürichi Tonhalle-Orchester, valamint számos német és külföldi szimfonikus- és kamarazenekar.
Rendszeres vendége Salzburg, Luzern, Berlin, Párizs, Barcelona, Madrid, Sevilla, Brescia/Bergamo, Stresa, Dubrovnik, Ohrid nemzetközi zenei fesztiváljainak, valamint a Klavier-Festival-Ruhr, az MDR- Musiksommer, a Schleswig-Holstein Musik Festival, az Internationales Beethovenfest Bonn, az athéni és isztambuli zongorafesztiválok, a lockenhausi, kuhmói, Prussia Cove és St. Moritz-i kamarazenei fesztiválok. Egész Európában, Izraelben, Japánban, Tajvanon, Dél- és Délkelet-Ázsia, az USA, Kanada és Dél-Amerika koncerttermeinek.
Olyan jelentős európai rádió- és televízióállomások szívesen foglalkoztatják, mint az NDR-Fernsehen az ARD számára forgatott Színészportrék és Chopin e-moll Zongorakoncertje az NDR-Sinfonieorchester Hamburggal, Klauspeter Seibel vezényletével. Mozart két korai zongorakoncertjére meghívta a svájci olasz zenekar, Marc Andreae dirigálásával egy nemzetközi DVD-filmsorozatra, 1991-ben.
Diszkográfiája tartalmazza Robert Schumann zongora-zenekari darabjait a Deutsche-Symphonie-Orchester Berlin kíséretével, Stefan Soltesz pálcája alatt, Ludwig van Beethoven Concertinóját Münchenben, valamint sok szólódarabot Johann Sebastian Bachtól Heinz Holligeren át Frank Martinig. Legutóbbi duplaalbumán noktürnök hallhatók: CD Piano Music from Israel címmel, Josef Tal, Tzvi Avni és Gil Shohat izraeli komponisták darabjai.

## Külső hivatkozások
- Holtmann, Heidrun a bach-cantatas.com-on

## Fordítás
- Ez a szócikk részben vagy egészben  a   Heidrun Holtmann című német Wikipédia-szócikk ezen változatának fordításán alapul.  Az eredeti cikk szerkesztőit annak laptörténete sorolja fel. Ez a jelzés csupán a megfogalmazás eredetét és a szerzői jogokat jelzi, nem szolgál a cikkben szereplő információk forrásmegjelöléseként.